# Apd
(Central) Auditory Perception Disorder (APD) (også kaldet CAPD) er samlebetegnelsen for tilstande, hvor hjernen har svært ved at bearbejde høreindtryk, selvom hørelsen som sådan fungerer normalt. Patienter med APD har således et normalt lydinput fra det indre øre og videre til hørenerven, men centralnervesystemet har problemer med at opfatte og bearbejde lydindtrykket i de centrale hørebaner, der inkluderer hørecenteret, som ligger i hjernebarkens tindingelap.

## Diagnose
Der findes ikke diagnostiske tests, der med sikkerhed kan afgøre, hvorvidt et barn/en patient har APD. Børn med APD kan have problemer med taleforståelse, når der er baggrundsstøj, med at opfatte en besked, specielt hvis den er flerleddet, og ofte også med retningshørelsen. Ifølge Dansk Medicinsk Audiologisk Selskab har patienter med APD symptomer, der viser sig som vanskeligheder med et eller flere af følgende områder:
- Lokalisation og lateralisation af lyd (retningsbestemmelse)
- Auditiv diskrimination (høre forskel på ord, der ligner hinanden)
- Auditiv mønstergenkendelse
- Temporale aspekter af hørelsen
- Talegenkendelse i baggrundsstøj (forstå tale i støj)
- Auditive færdigheder ved konkurrerende akustiske signaler (f.eks. dikotisk lytning) (høre i støj)
- Auditive færdigheder ved forringede akustiske signaler
- Huske mundtlige beskeder
- Klare telefonsamtaler
- Læse og/eller stave
- Følge instruktioner med flere led
- Lære fremmedsprog og vanskelige ord

## Behandling
Børn, der er er blevet diagnosticeret med APD, bør behandles på samme måde som de behandler børn, der er blevet diagnosticeret med sprog- og indlæringsproblemer. Tidlig auditiv træning (høretræning) øger muligheden for at udnytte hjernens plasticitet. Høretræningen kan finde sted i form af leg og øvelser og kan også inkludere træning på musikinstrument. Behandlingen tilrettelægges af en tale/hørepædagog og udføres i samarbejde med forældre, lærere og pædagoger.

## Eksterne kilder
- Christian Worsøe: Når hjernen ikke kan høre. I: Psykolog Nyt nr. 6 – 2004. En artikel som for en stor del er baseret på Teri James Bellis: When the Brain Can’t Hear. New York: Simon & Schuster, Pocket Books, 2002.
- APD Auditory Processing Disorder: Når hjernen ikke forstår hvad ørerne hører. www.apd.dk Hentet 3. oktober 2021.